# Ikarus 31
Ikarus 31 — автобус среднего класса венгерской фирмы Ikarus, разработанный для городских и междугородных маршрутов. 

## История
Непосредственным предшественником Ikarus 31 являлся Ikarus 30. Он выпускался с 1951 года и также предназначался для городского и междугороднего сообщений. В дополнение к высокой цене и стоимости производства, вместимость для размещения стоячего пассажира была очень низкой. Это побудило инженеров Ikarus начать разработку преемника Ikarus 30.
Уже в 1956 году, после завершения испытаний, первые Ikarus 31 поступили в Египет и Китай. Также автобус эксплуатировался в Венгрии, но исключение составляет город Будапешт, где к 1961 году на предприятие FAEA поступило всего 22 автобуса, каждый из которых был списан к 1963 году. К 1965 году в Венгрию было поставлено 707 автобусов Ikarus 31.
Низкая цена модели компенсировала покупателям ограниченные удобства эксплуатации Ikarus 31 ввиду максимальной скорости и вместимости. В разное время Ikarus 31 эксплуатировался в Восточной Германии (1494 единицы), Югославии (271 единица), Болгарии (261 единица), СССР (203 единицы) и Китае (195 единиц).
Серийно автобус выпускался до 1965 года. Преемником стал Ikarus 311.

## Модификации
| Модификация | Примечания                                                                                        |
| ----------- | ------------------------------------------------------------------------------------------------- |
| 31.15       | Модель тёплого климата с откидными сиденьями.                                                     |
| 31.20       | Междугородный автобус с распашными дверьми.                                                       |
| 31.21       | Пригородный автобус с ширмовой дверью.                                                            |
| 31.22       | Городской автобус с двумя ширмовыми дверьми.                                                      |
| 31.5        | Модель тёплого климата с питьевым фонтанчиком перед входной дверью.                               |
| 31.7        | Модификация для Египта, с двумя дверными проёмами без ствольных проёмов.                          |
| 32          | Праворульный автобус; первоначально экспортировался в Бирму, а затем — в другие азиатские страны. |

## Галерея

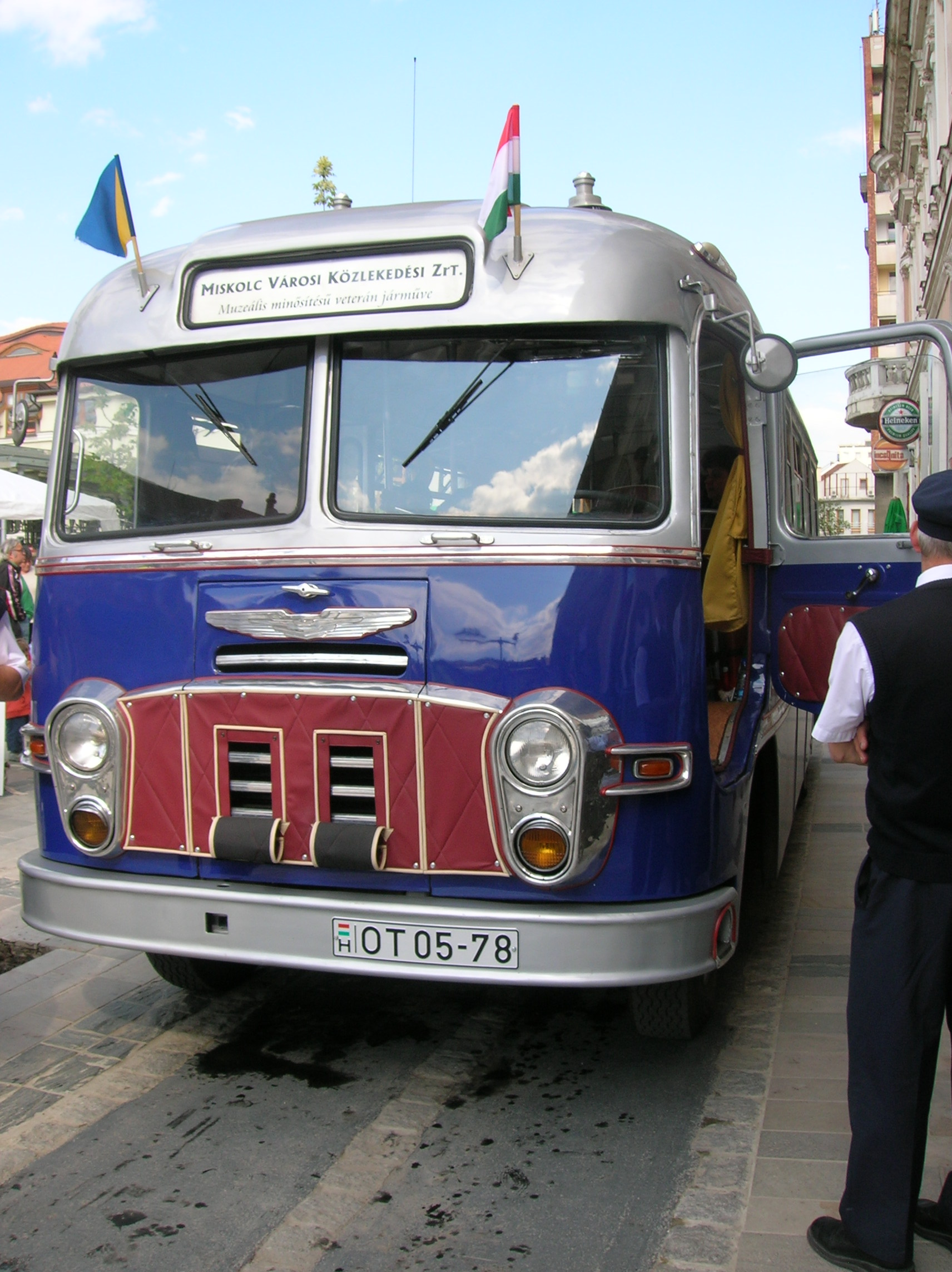
Вид спереди
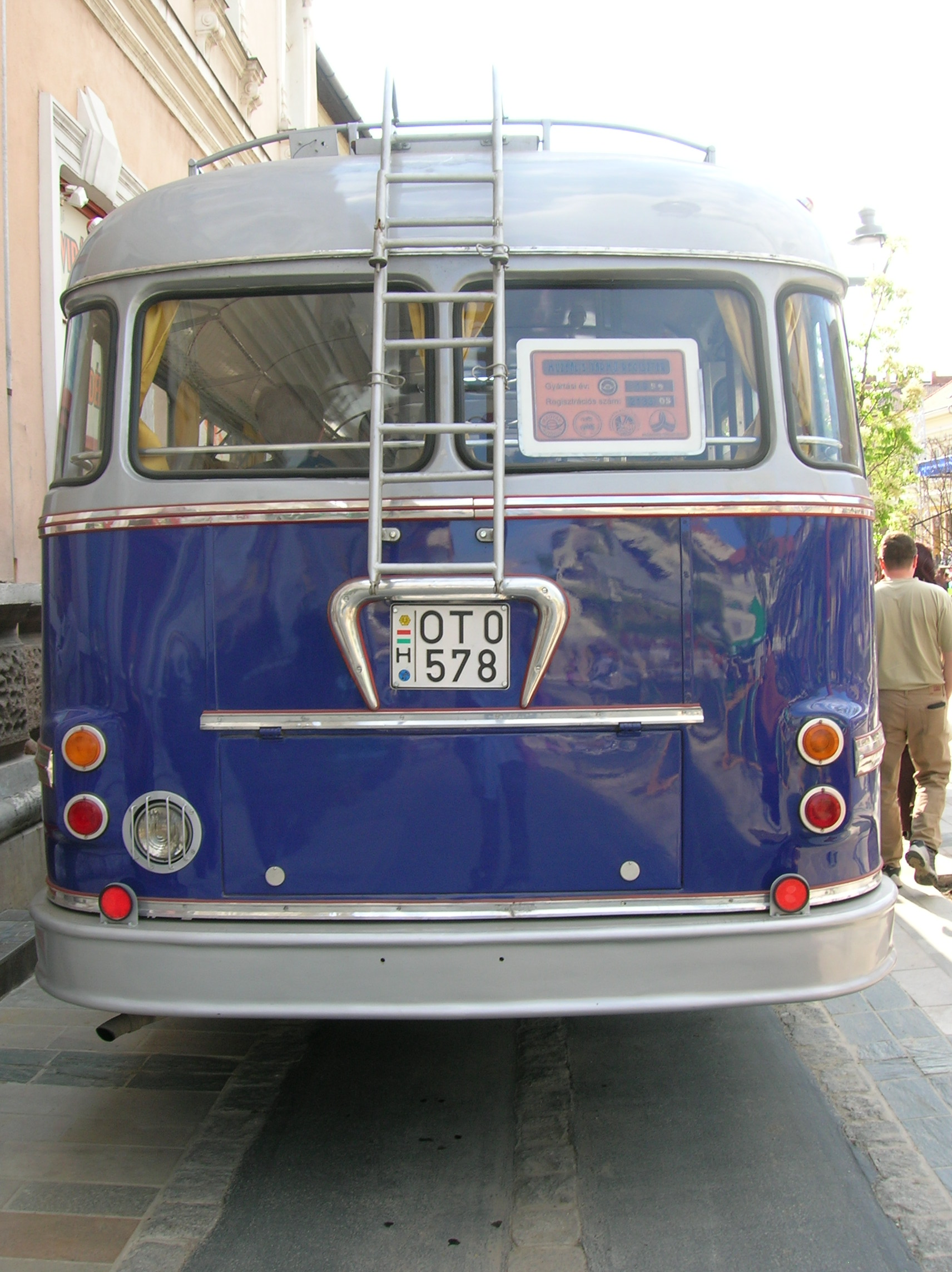
Вид сзади
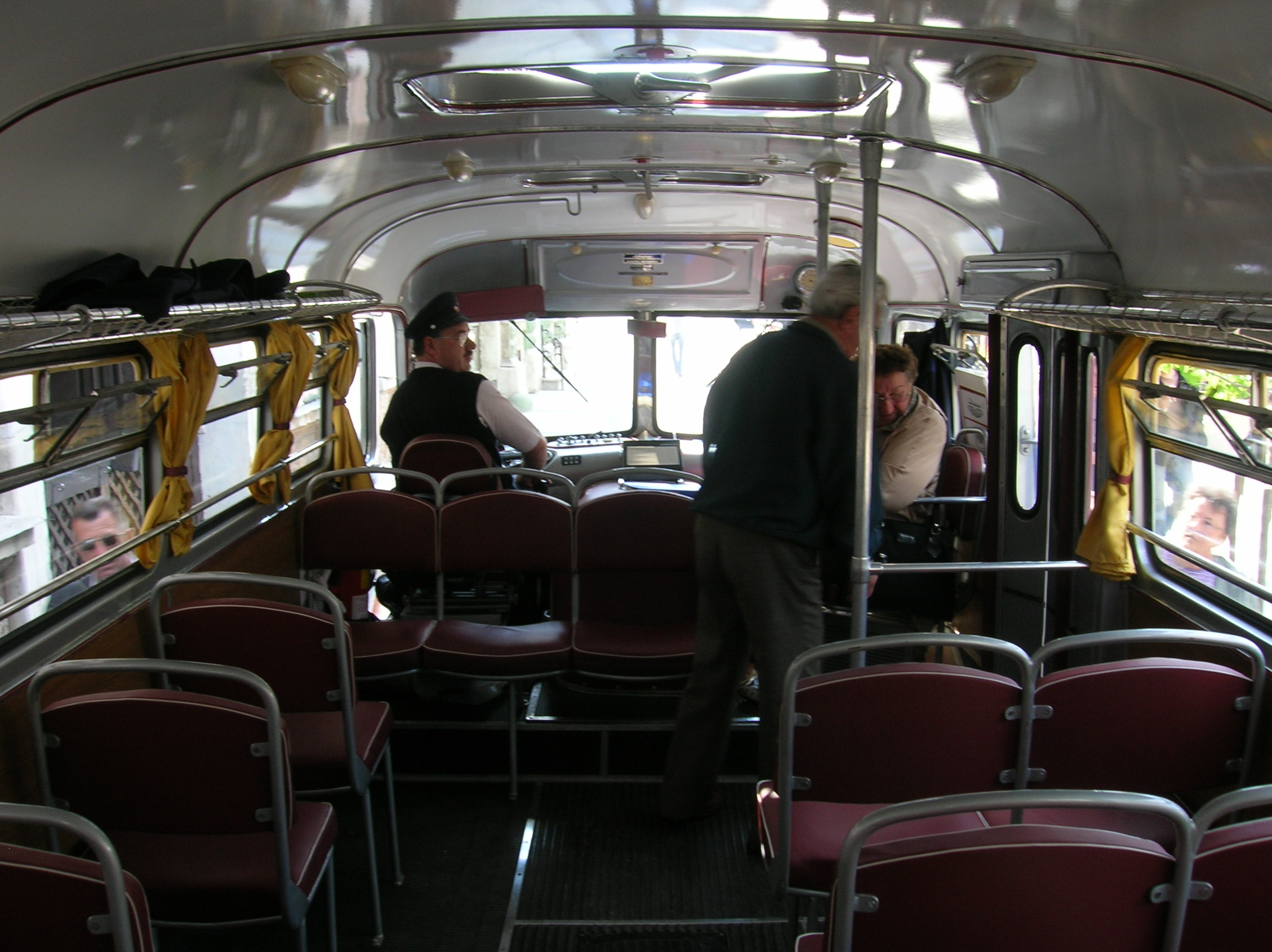
Салон
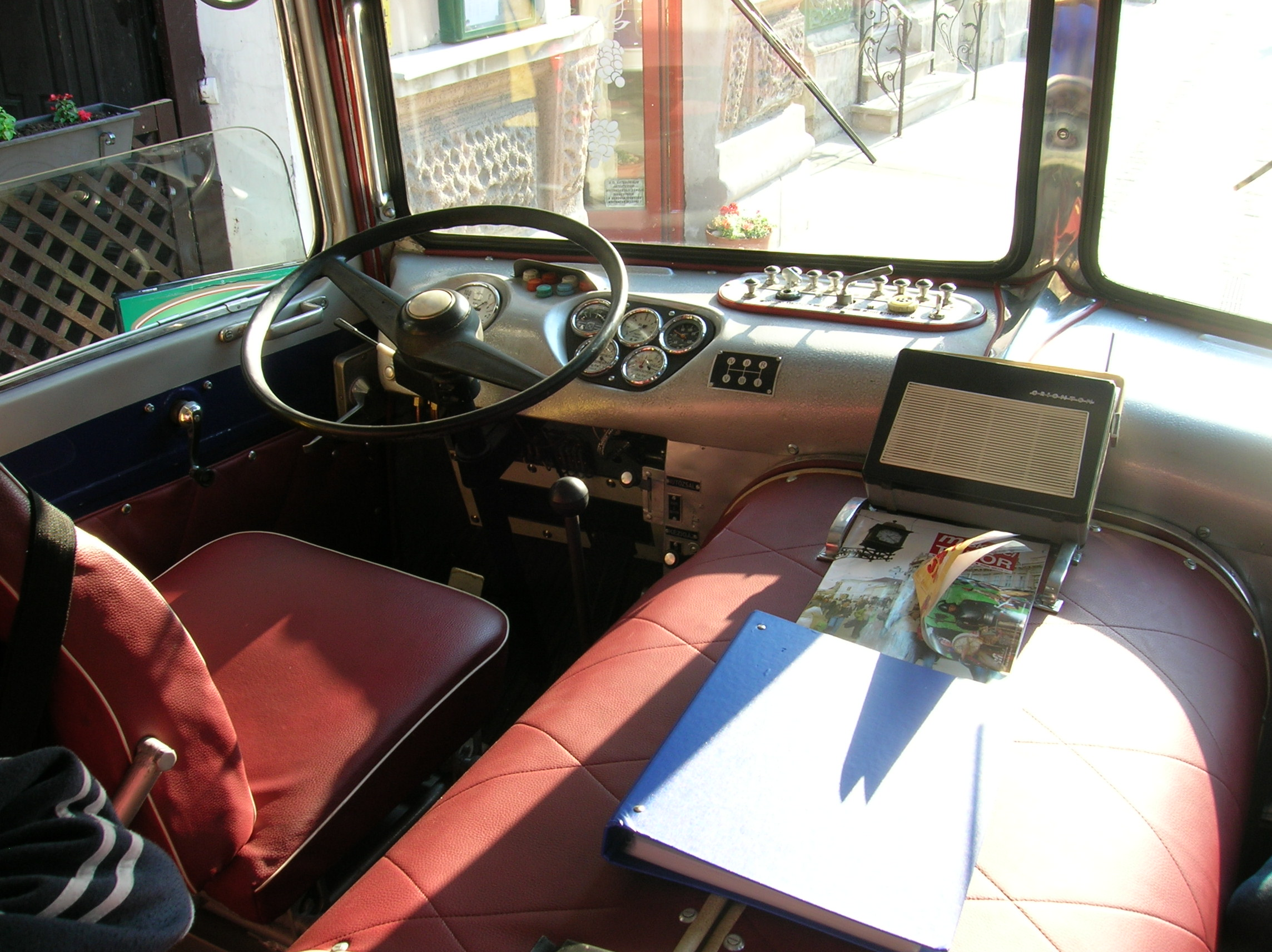
Место водителя

## Ikarus 305/306
Ikarus 305 и Ikarus 306 — два подтипа, иногда называвшихся Ikarus 31 «L». Их история берёт своё начало в 1958 году, когда завод Csepel Works разработал новый двигатель D-414 мощностью 95 л. с. Впоследствии инженеры Ikarus решили увеличить габариты Ikarus 31 во всех трёх направлениях и немного изменить конструкцию. Прототип, получивший название Ikarus 305, эксплуатировался в Венгрии до тех пор, пока не был списан спустя некоторое время. 46 серийных версий, получивших название Ikarus 306, были экспортированы в Египет.